# アーロン・ピコ
アーロン・ピコ（Aaron Pico、1996年9月23日 - ）は、アメリカ合衆国の男性総合格闘家、レスリング選手、元アマチュアボクサー。カリフォルニア州ウィッティア出身。ジャクソン・ウィンクMMA所属。

## 来歴
4歳からレスリングを始める。フォークスタイル、フリースタイル、グレコローマンスタイルの経験があり、カデットとジュニアで3つのスタイル全てで国内王者になっている。

### アマチュア総合格闘技
2008年、全米パンクラチオン選手権で優勝。
2010年、欧州パンクラチオン選手権で優勝。

### ボクシング
10歳からボクシングを始めた。
2008年、全米PAL選手権で優勝。
2009年、全米ジュニアゴールデングローブで優勝。また同大会の最優秀選手賞も受賞した。

### レスリング
2011年、USAW全米カデット選手権のフリースタイルとグレコローマンの2部門で優勝。
2012年、USAW全米カデット選手権のフリースタイルとグレコローマンとフォークスタイルの3部門で優勝。
2013年、世界カデット選手権の決勝で日本の藤波勇飛を破って優勝。金メダル獲得。
2013年、全米ジュニア選手権のフリースタイル（63kg）で優勝。
2013年、USAW全米ジュニア選手権のフリースタイルとフォークスタイルの2部門で優勝。
2014年、全米ジュニア選手権のフリースタイル（66kg）で優勝。
2014年、世界ジュニア選手権のフリースタイル（66kg）に出場し、決勝戦で後に2016年のリオデジャネイロオリンピックで金メダルを獲得するハサン・ヤズダニに敗れて銀メダル獲得。
2014年11月、前年の世界選手権で金メダルを獲得したダウィッド・サファリヤンと対戦し勝利。
2015年、全米ジュニア選手権のフリースタイル（66kg）で優勝。なお、この年と前年2014年の決勝では、後に2017年と2018年に2年連続で大学レスリング最優秀選手賞のダニー・ホッジ賞を受賞するザイン・レザーフォードに勝利している。
2015年、世界ジュニア選手権のフリースタイル（66kg）で銅メダル獲得。
2016年、19歳にしてオリンピック国内予選に出場。10代の選手がオリンピック国内予選に出場したのはフリースタイルレスリングアメリカ代表チーム40年の歴史で史上初めてのことであった。NCAAディビジョン1王者や全米フリースタイル王者を破って決勝に進出するも、決勝でフランク・モリナロに敗れた。

### 総合格闘技

#### Bellator
2014年4月、ナイキと複数年のシューズ契約を結ぶ。
2014年11月、Bellator MMAと親会社のバイアコムと契約。
2017年6月24日、プロデビュー戦となったBellator NYCでザック・フリーマンと対戦し、右アッパーでダウンすると開始24秒でギロチンチョークによる一本負けを喫した。
2021年11月12日、Bellator 271でフェザー級ランキング8位の元LFAフェザー級王者ジャスティン・ゴンザレスと対戦し、3-0の判定勝ちを収めた。
2022年10月1日、Bellator 286でフェザー級ランキング6位のジェレミー・ケネディと対戦。1Rにタックルを受けた際に左肩を脱臼、ラウンド終了後にセコンドが腕を引っ張り処置するも、ドクターが試合続行不可能と判断し、1R終了時のTKO負けとなった。
2024年2月24日、PFL vs. Bellator: Champsでヘンリー・コラレスと5年1ヶ月ぶりに再選し、グラウンド状態の肘打ちで1RTKO勝ち。当初はガブリエル・ブラガと対戦予定だったが欠場、対戦相手がコラレスに変更された。

#### UFC
2025年8月16日、UFC初参戦となったUFC 319でフェザー級ランキング7位のリローン・マーフィーと対戦し、右スピニングバックエルボーで1R失神KO負け。

## 戦績
| 総合格闘技 戦績 | 総合格闘技 戦績 | 総合格闘技 戦績 | 総合格闘技 戦績 | 総合格闘技 戦績 | 総合格闘技 戦績 | 総合格闘技 戦績 |
| --------------- | --------------- | --------------- | --------------- | --------------- | --------------- | --------------- |
| 18 試合         | (T)KO           | 一本            | 判定            | その他          | 引き分け        | 無効試合        |
| 13 勝           | 9               | 2               | 2               | 0               | 0               | 0               |
| 5 敗            | 4               | 1               | 0               | 0               | 0               | 0               |

| 勝敗 | 対戦相手                 | 試合結果                                    | 大会名                              | 開催年月日     |
| ×    | リローン・マーフィー     | 1R 3:21 KO（右スピニングバックエルボー）    | UFC 319: du Pressis vs. Chimaev     | 2025年8月16日  |
| ○    | ヘンリー・コラレス       | 1R 4:53 TKO（グラウンド状態での肘打ち）     | PFL vs. Bellator: Champs            | 2024年2月24日  |
| ○    | ペドロ・カルヴァーリョ   | 1R 3:05 TKO（パウンド）                     | Bellator 299: Eblen vs. Edwards     | 2023年9月23日  |
| ○    | ジェームズ・ゴンザレス   | 5分3R終了 判定3-0                           | Bellator 295: Stots vs. Mix         | 2023年4月22日  |
| ×    | ジェレミー・ケネディ     | 1R 5:00 TKO（ドクターストップ：左肩の負傷） | Bellator 286: Pitbull vs. Borics    | 2022年10月1日  |
| ○    | アドリ・エドワーズ       | 3R 0:55 TKO（左ボディブロー→パウンド）      | Bellator 277: McKee vs. Pitbull 2   | 2022年4月15日  |
| ○    | ジャスティン・ゴンザレス | 5分3R終了 判定3-0                           | Bellator 271: Cyborg vs. Kavanagh   | 2021年11月12日 |
| ○    | アイデン・リー           | 3R 1:33 アナコンダチョーク                  | Bellator 260: Lima vs. Amosov       | 2021年6月11日  |
| ○    | ジョン・デ・ヘスス       | 2R 4:12 KO（右フック→パウンド）             | Bellator 252: Pitbull vs. Carvalho  | 2020年11月12日 |
| ○    | クリス・ハトリー         | 1R 2:10 リアネイキドチョーク                | Bellator 242: Bandejas vs. Pettis   | 2020年7月24日  |
| ○    | ダニエル・コーリー       | 2R 0:15 TKO（パウンド）                     | Bellator 238: Budd vs. Cyborg       | 2020年1月25日  |
| ×    | アダム・ボリッチ         | 2R 3:55 TKO（飛び膝蹴り→パウンド）          | Bellator 222: MacDonald vs. Gracie  | 2019年6月14日  |
| ×    | ヘンリー・コラレス       | 1R 1:07 KO（右フック→パウンド）             | Bellator 214: Fedor vs. Bader       | 2019年1月26日  |
| ○    | レアンドロ・イーゴ       | 1R 3:19 KO（右エルボー）                    | Bellator 206: Mousasi vs. MacDonald | 2018年9月29日  |
| ○    | リー・モリソン           | 1R 1:10 TKO（左ボディブロー→パウンド）      | Bellator 199: Bader vs. King Mo     | 2018年5月12日  |
| ○    | シェーン・クルシュテン   | 1R 0:37 KO（左ボディブロー）                | Bellator 192: Rampage vs. Sonnen    | 2018年1月20日  |
| ○    | ジャスティン・リン       | 1R 3:45 KO（左フック）                      | Bellator 183: Henderson vs. Pitbull | 2017年9月23日  |
| ×    | ザック・フリーマン       | 1R 0:24 ギロチンチョーク                    | Bellator NYC: Sonnen vs. Silva      | 2017年6月24日  |